# Valtatie 5
Pour les articles homonymes, voir Route nationale 5.
La route nationale 5 (en finnois : Valtatie 5, en suédois : Riksväg 5) est une route nationale de Finlande allant de Heinola à Sodankylä.

## Description
La Valtatie 5 mesure 905 km de long.
Le tronçon menant de Vehmasmäki (fi) près de Kuopio à Sodankylä fait partie de la Route européenne 63.

## Trajet
La route nationale 5 traverse les villes et les (municipalités) suivantes: (Heinola) – (Pertunmaa) – (Mäntyharju) – (Hirvensalmi) – Mikkeli – Juva – Joroinen – Varkaus – Leppävirta – Kuopio – Siilinjärvi – Lapinlahti – Iisalmi – (Sonkajärvi) – Kajaani – (Paltamo) – Ristijärvi – Hyrynsalmi – Suomussalmi – (Taivalkoski) – Kuusamo – (Posio) – (Salla) – Kemijärvi – Pelkosenniemi – Sodankylä.

## Images

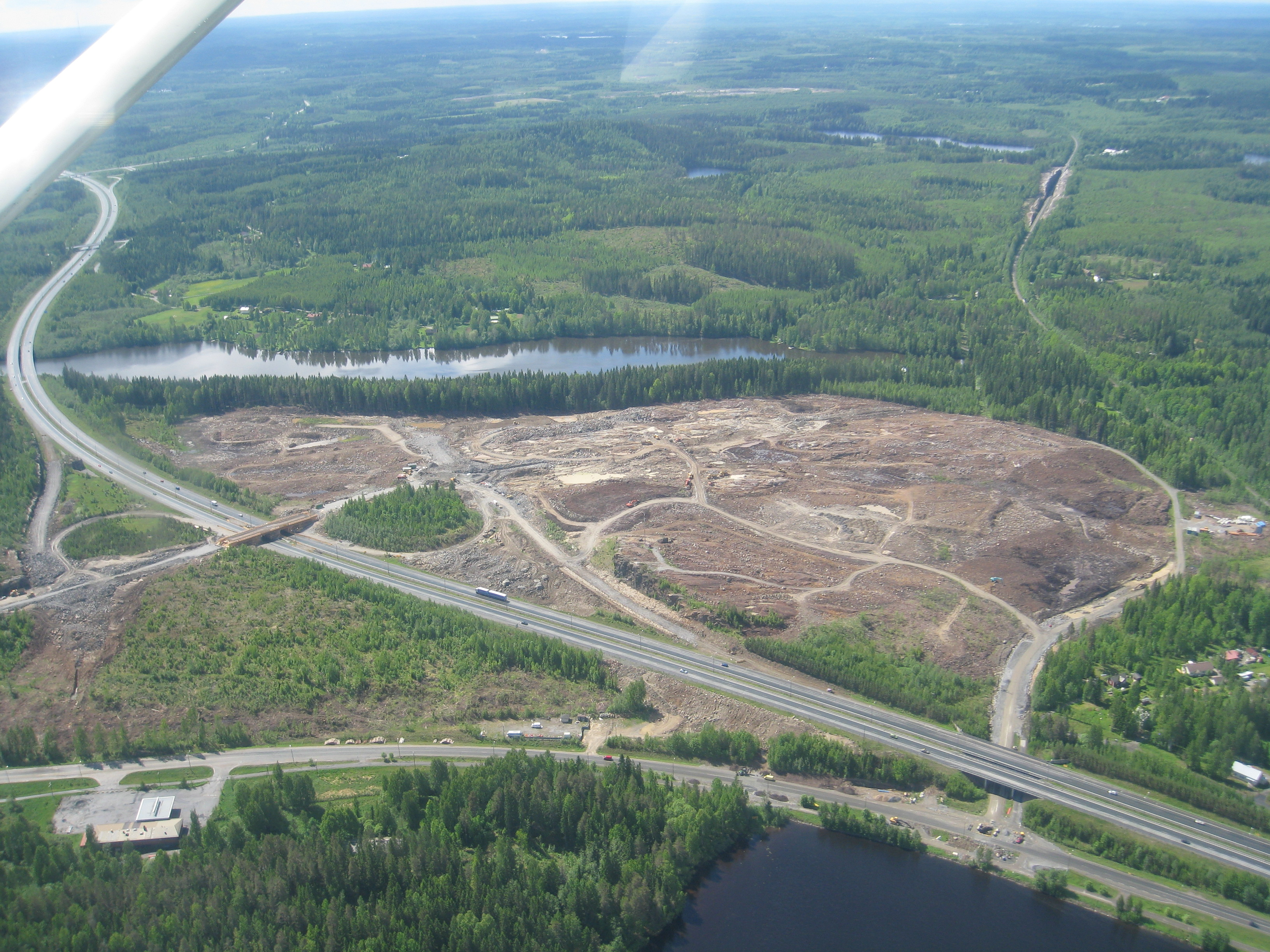
Les nationales 5 et 9 à Kuopio.
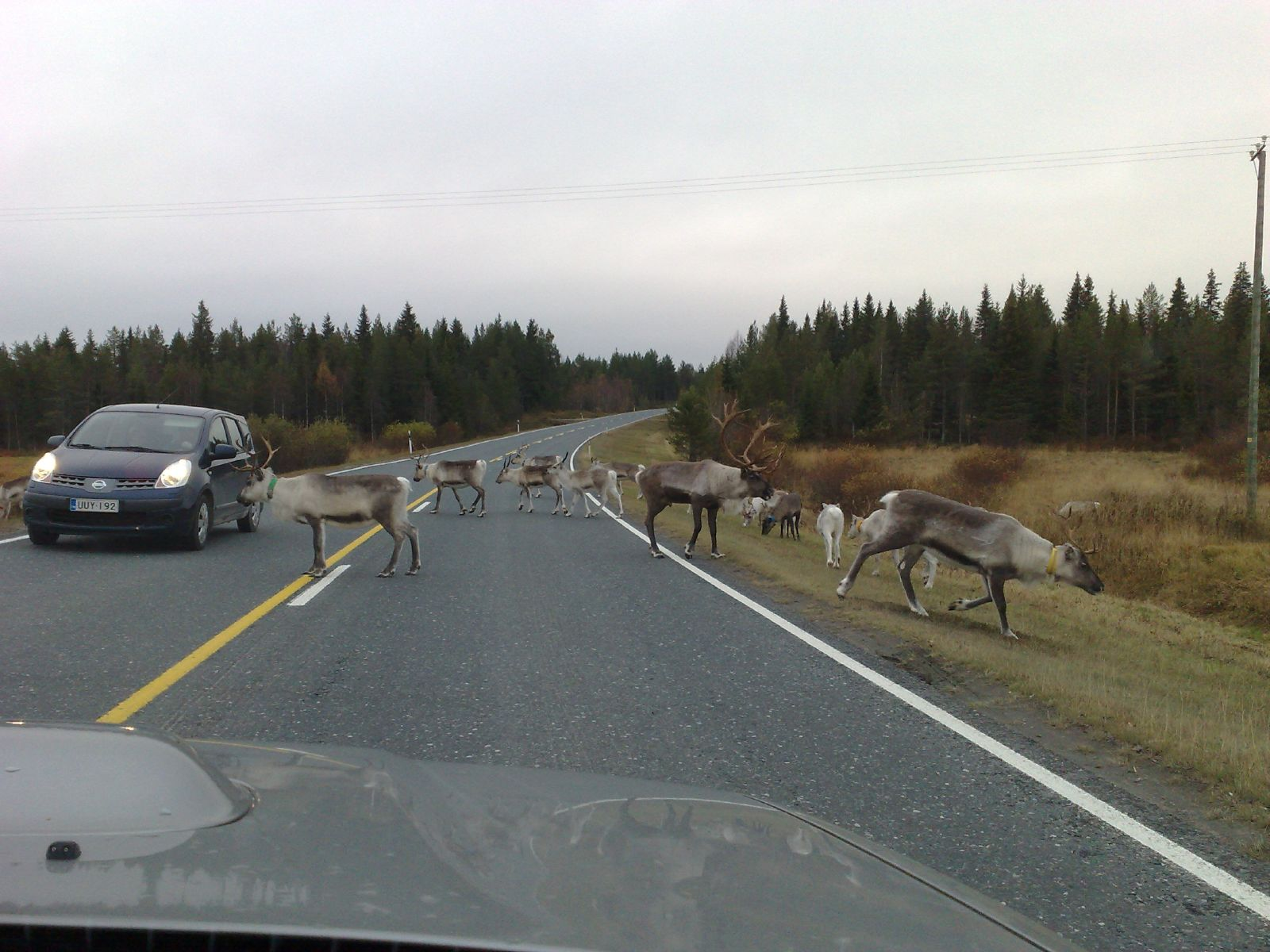
Rennes traversant la nationale 5 entre Ruka et Kuusamo.